# Haematoderus militaris
Haematoderus militaris là một loài chim trong họ Cotingidae.